# Mapania purpuriceps
Mapania purpuriceps är en halvgräsart som först beskrevs av Charles Baron Clarke, och fick sitt nu gällande namn av Jean Raynal. Mapania purpuriceps ingår i släktet Mapania och familjen halvgräs.
Artens utbredningsområde är Gabon. Inga underarter finns listade i Catalogue of Life.